# 博多・フジヤマ Express

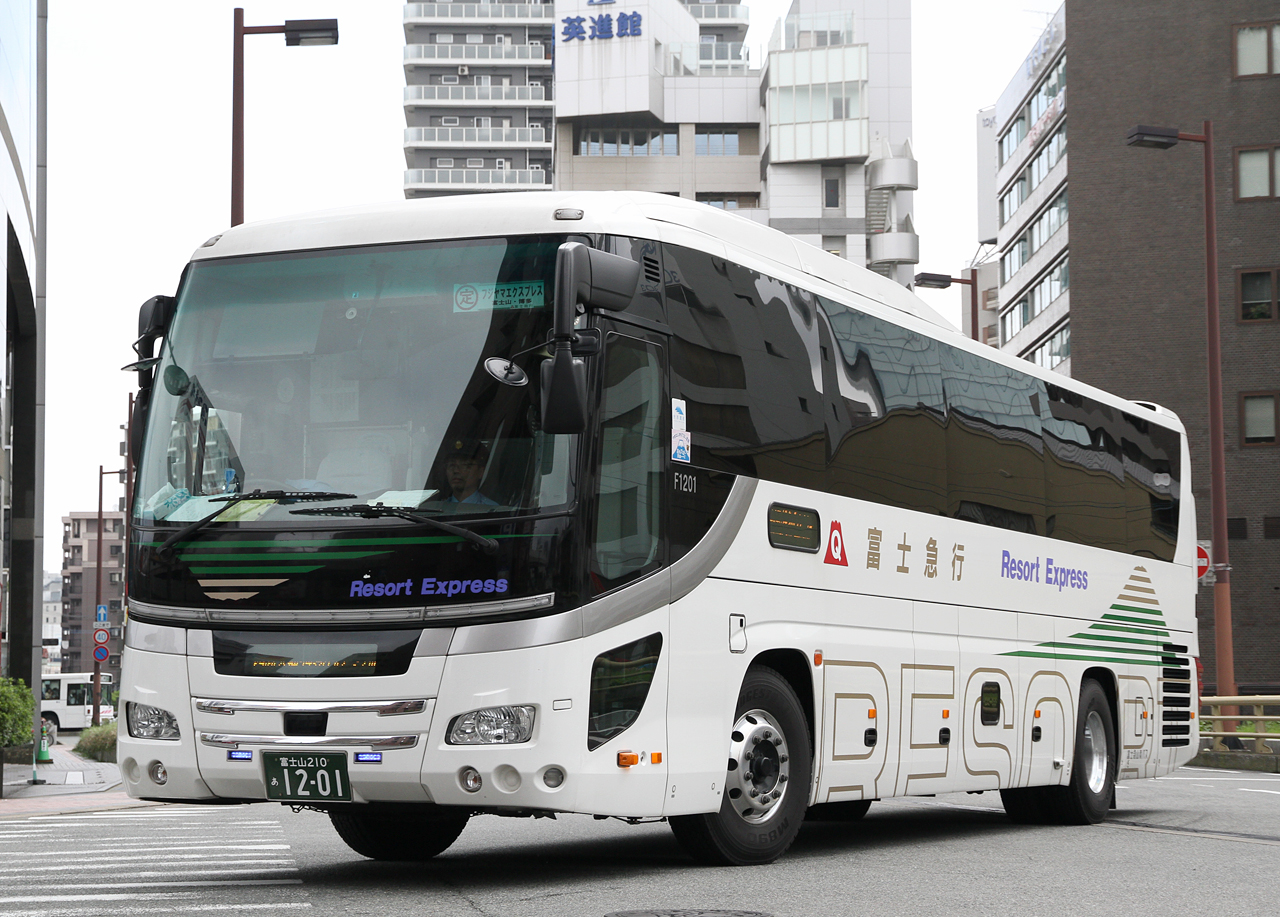
博多・フジヤマ Express（富士急山梨バス）

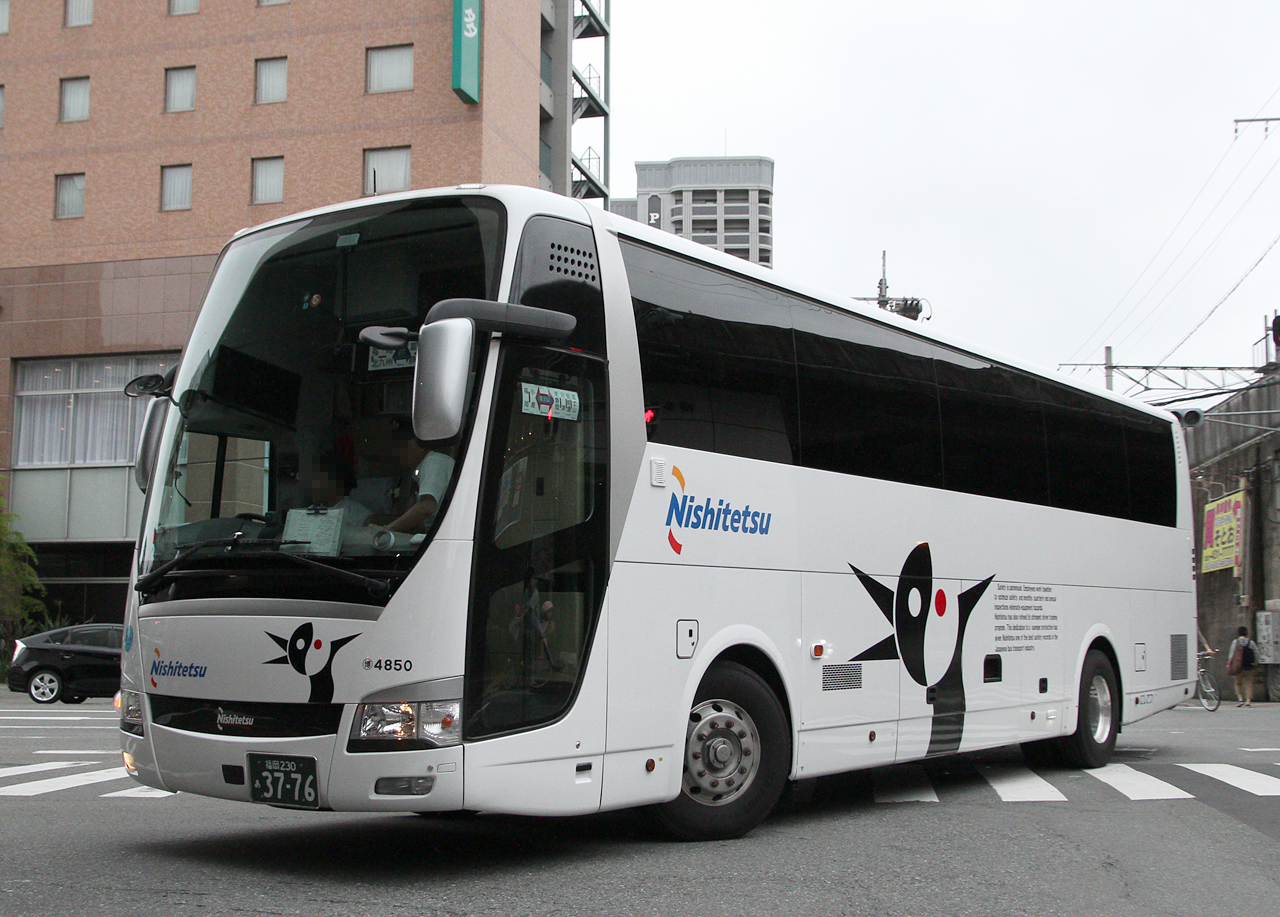
博多・フジヤマ Express（西日本鉄道）

博多・フジヤマ Express（はかた・フジヤマエクスプレス）は、かつて山梨県富士河口湖町と福岡県福岡市を結んでいた、高速バスの愛称名である。
2014年（平成26年）8月2日から、2018年3月31日まで運行されていた。

## 概要
山梨県・静岡県と福岡県を結ぶ高速バスとして開業した。
定期運行時代は運賃は時期別に設定されており、A運賃、B運賃（A運賃の1,500円引）、C運賃（A運賃の3,000円引）の3種類があった。後述の季節運行になってからは運賃は固定されている。更に車両内の独立3列シートと最後尾4列シートでも価格が異なった。最後尾4列シートは独立3列シートの500円引きで、女性専用席であった。

## 運行本数
- 夜行便 1日1往復[1]

## 運行会社
- 富士急山梨バス[2][3]（本社営業所）
- 西日本鉄道[2][3]（博多自動車営業所）

## 停留所
- 河口湖駅 - 富士急ハイランド - 御殿場駅 - 沼津駅北口 - 東名富士 - 東静岡駅 - 東名焼津西 - 東名浜松北 - 小倉駅前 - 砂津 - 高速千代ニュータウン - 西鉄天神高速バスターミナル - 博多バスターミナル

※本州内区間・福岡県内区間のみの利用は不可。
夜と朝に1回ずつ休憩を行い、休憩場所は上下便ともに日本坂パーキングエリアと佐波川サービスエリアである。
2016年8月10日のダイヤ改正にて、休憩場所は浜名湖サービスエリアと美東サービスエリアに変更された。
また、2017年4月からは季節運行（ゴールデンウィーク・富士登山シーズン・年末年始・春休みのみ）となった。

## 沿革
- 2014年（平成26年）
  - 6月27日 - 運行開始日を発表[5]。
  - 7月14日 - 予約受付を開始[5]。
  - 7月24日 - 路線認可[7]。
  - 8月2日 - 運行開始[2][3]。
- 2016年（平成28年）
  - 8月10日 - ダイヤ改正[8]。富士山駅 - 河口湖駅間を区間廃止し、新たに東名浜松北・東名焼津西の2つのバス停が追加になった。なお両バス停利用者は消灯状態での降車となることから、前列B・C席の優先案内となる。
- 2017年（平成29年）
  - 4月1日 - この日より毎日運行を取りやめ、季節運行に変更[6]。
- 2018年（平成30年）
  - 3月31日 - この日を以て路線廃止[4]。

## 車両
- 富士急山梨バス、西日本鉄道ともに3列独立シート（最後尾のみ4列シート）の28人乗り、トイレ付きの車両を使用した。全席にコンセントを設置[5]。尚、西日本鉄道の車両は、希望ナンバー制度を利用し車両ナンバーを富士山の標高を表す「37-76」で登録されており、同路線廃止後は、ごかせ号に転用された。